# Fudbalski Klub Mogren 2010-2011
Questa voce raccoglie le informazioni riguardanti il Fudbalski Klub Mogren nelle competizioni ufficiali della stagione 2010-2011.

## Rosa
| N. |                                 | Ruolo | Calciatore          |
| -- | ------------------------------- | ----- | ------------------- |
|    | Montenegro (bandiera)           | P     | Nemanja Popović     |
|    | Montenegro (bandiera)           | P     | Ivan Janjušević     |
|    | Montenegro (bandiera)           | D     | Draško Božović      |
|    | Montenegro (bandiera)           | D     | Luka Pejović        |
|    | Bosnia ed Erzegovina (bandiera) | D     | Nemanja Janičić     |
|    | Montenegro (bandiera)           | D     | Vladan Tatar        |
|    | Montenegro (bandiera)           | D     | Radoslav Batak      |
|    | Montenegro (bandiera)           | D     | Dejan Milošević     |
|    | Montenegro (bandiera)           | D     | Janko Simović       |
|    | Montenegro (bandiera)           | C     | Ardijan Đokaj       |
|    | Serbia (bandiera)               | C     | Igor Matić          |
|    | Croazia (bandiera)              | C     | Aleksandar Kapisoda |
|    | Serbia (bandiera)               | C     | Ajazdin Nuhi        |
|    | Serbia (bandiera)               | C     | Goran Jovanović     |
|    | Montenegro (bandiera)           | C     | Danilo Ćulafić      |
|    | Montenegro (bandiera)           | C     | Miodrag Zec         |

| N. |                       | Ruolo | Calciatore         |
| -- | --------------------- | ----- | ------------------ |
|    | Montenegro (bandiera) | C     | Marko Bakić        |
|    | Montenegro (bandiera) | C     | Balsa Božović      |
|    | Montenegro (bandiera) | C     | Andrija Mirković   |
|    | Montenegro (bandiera) | C     | Petar Grbić        |
|    | Montenegro (bandiera) | C     | Lazar Martinović   |
|    | Montenegro (bandiera) | C     | Marko Ćetković     |
|    | Montenegro (bandiera) | A     | Luka Đorđević      |
|    | Montenegro (bandiera) | A     | Nikola Vujović     |
|    | Montenegro (bandiera) | A     | Stefan Račić       |
|    | Montenegro (bandiera) | A     | Milenko Nerić      |
|    | Montenegro (bandiera) | A     | Aleksandar Madžar  |
|    | Serbia (bandiera)     | A     | Ratko Zec          |
|    | Serbia (bandiera)     | A     | Predrag Ranđelović |
|    | Montenegro (bandiera) | A     | Vladimir Gluščević |
|    | Montenegro (bandiera) | A     | Marko Đurović      |
|    | Montenegro (bandiera) | A     | Vasilije Jovović   |